# Dejan Djermanović
Dejan Djermanović , slovenski nogometaš, * 17. junij 1988, Ljubljana. 
Djermanović je svojo nogometno pot začel pri sarajevski Slaviji in je trenutno član Vrhnike. Doslej je igral za več klubov v BiH, Bolgariji in za štiri slovenske klube.